# Gordana Siljanovska-Davkova
Gordana Siljanovska-Davkova (în macedoneană: Гордана Силјановска-Давкова, n. 11 mai 1953, Ohrid, Republica Socialistă Macedonia) este o profesoară universitară macedoneană, avocată și politiciană. Ea este președinte al Macedoniei de Nord din 2024.

## Biografie
Gordana Siljanovska-Davkova s-a născut pe 11 mai 1953 în Ohrida, atunci în Iugoslavia. Și-a încheiat învățământul primar și secundar în Skopje. A absolvit Facultatea de Drept la Universitatea Sfinții Chiril și Metodiu din Skopje în 1978. A obținut doctoratul la Universitatea din Ljubljana. 
A fost profesor asistent de sisteme politice la Facultatea de Drept din Skopje (1989), profesor asociat în Drept constituțional și sistem politic (1994). A devenit profesor titular în 2004. A fost membru al Comisiei Constituționale a Adunării Republicii Macedonia (1990-1992) și ministru al Guvernului Republicii Macedonia (1992-1994). A fost expert ONU și vicepreședinte al Grupului Local Independent de Autoguvernare al Consiliului Europei. De asemenea, a fost membru al Comisiei de la Veneția. Este autoarea a sute de lucrări științifice despre dreptul constituțional și sistemul politic.
În perioada 2017-2018, ca persoană publică, ea s-a opus adoptării legii de extindere a limbii albaneze, Tratatului de prietenie cu Bulgaria  și Acordului Prespa semnat cu Grecia (în disputa privind numele Macedoniei).
În conferința VMRO-DPMNE de la Struga, ea a fost desemnată candidată a partidului la alegerile prezidențiale din 2019, dar a fost învinsă de Stevo Pendarovski. După nominalizarea ei, ea a promis că, dacă va câștiga, va iniția un al doilea referendum și va restabili vechiul nume al țării, Macedonia.